# Gesta Dagoberti
Ne doit pas être confondu avec Vita Dagoberti.
La rubrique (en rouge) se lit ainsi : « Ici commencent les actes du seigneur Dagobert, roi des Francs… » (Iucipiunt gesta domni dagoberti regis francorum …).
Les Gesta Dagoberti (« Actes de Dagobert » en français), en forme longue Gesta domni Dagoberti regis Francorum (« Actes du seigneur Dagobert, roi des Francs »), sont un ouvrage rédigé aux environs de 835 à l'abbaye de Saint-Denis, peut-être par Hilduin de Saint-Denis et Hincmar de Reims.
Biographie latine anonyme de Dagobert Ier, roi des Francs (629-639), elles associent des faits de la vie de Dagobert à des récits de miracles afin de valoriser le roi comme un chrétien ainsi que comme le fondateur de l'abbaye de Saint-Denis.

## Datation, auteurs et manuscrits
Les Gesta furent rédigées entre 800 et 835 à Saint-Denis sous la direction de l'abbé Hilduin,. La datation peut être réduite entre 830 et 835, ou même 834-835. Qu'elles existaient vers 835 est certain, puisque l'empereur Louis le Pieux en fait mention dans une lettre adressée cette année-là à Hilduin, qui lui en avait probablement remis une copie. Bien qu'anonymes, elles ont été provisoirement attribuées à Hincmar, alors moine à Saint-Denis, sur la base de similitudes linguistiques entre les Gesta et deux des œuvres connues de Hincmar, la Miracula sancti Dionysii et la Vitae Remigii. Laurent Morelle suggère qu'Hincmar faisait partie d'une équipe qui composait les Gesta sous la direction d'Hilduin.
Le plus ancien manuscrit existant des Gesta date du IXe siècle et appartenait autrefois à l'abbaye de Saint-Bertin. Il s'agit aujourd'hui de « Saint-Omer, Bibliothèque municipale, MS 342 ». D'autres copies connues incluent :
- Paris, Bibliothèque nationale, MS lat. 5569 (Xe siècle)[9]
- Londres, British Library, MS Add. 21109 (XIIe siècle)[9]
- Saint-Omer, Bibliothèque municipale, MS 715 (XIIe siècle)[10]
- Cité du Vatican, Biblioteca Apostolica Vaticana, MS Reg. lat. 571 IV (XIIe siècle)[11]
- Saint-Omer, Bibliothèque municipale, MS 716 (XIIIe siècle)[10]
- Bruxelles, Bibliothèque royale de Belgique, MS 7460 (XIIIe siècle)[10]
- Paris, Bibliothèque nationale, MS lat. 11756 (XIIIe siècle)[10]
- Paris, Bibliothèque nationale, MS lat. 5925 (XIIIe siècle)[12]
- Iéna, Thüringer Universitäts- und Landesbibliothek (de), El. 2° 65 (XIVe siècle)[9]
- Dresde, Sächsische Landesbibliothek, Staats- und Universitätsbibliothek, MS F 60 (XIVe siècle)[9]

## Sources et résumé

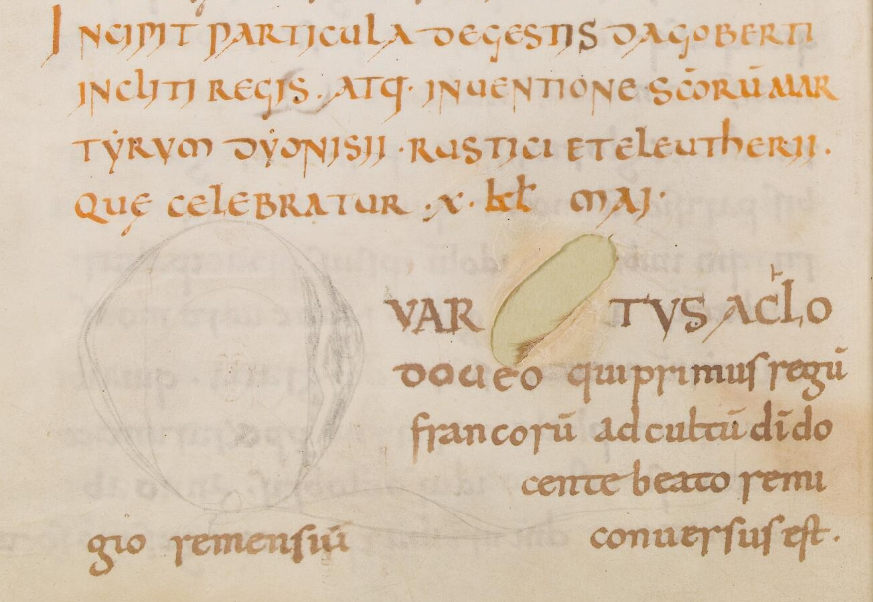
L'introduction des Gesta dans le manuscrit de Saint-Omer, le plus ancien nous étant parvenu. La lettrine Q est presque effacée.

Les Gesta sont la première œuvre survivante consacrée exclusivement à Dagobert Ier. Écrites en latin médiéval, elles sont rédigées environ 200 ans après le règne de Dagobert et associent des exploits réalisés de son vivants à de multiples récits de miracles pour le présenter comme fondateur de Saint-Denis,. Ses sources comprennent la Chronique de Frégédaire, l'Historia Francorum de Grégoire de Tours, le Liber historiae Francorum et divers récits de vies et de passions de saints, dont une Vie d'Arnoul de Metz. L'auteur a également eu accès aux archives de Saint-Denis, parmi lesquelles figurent certaines chartes émises par Dagobert,.
Dagobert Ier est membre de la dynastie des Mérovingiens. La première ligne des Gesta fait référence à son père, Clotaire II, comme le quatrième de la lignée des rois chrétiens. L'auteur des Gesta cherche cependant à relier également Dagobert aux Carolingiens régnant dans les années 830. Il donna à sa mère le nom de Bertrada, qui était aussi le nom de la mère de Charlemagne, et affirma qu'il avait été éduqué par Arnoul de Metz, ancêtre des Carolingiens. Il y a néanmoins lieu de croire que l’auteur critiquait subtilement les Carolingiens. Les Gesta sont écrites plutôt comme un speculum regum, « miroir pour les rois », une présentation claire de la manière dont un roi vertueux et pieux devrait agir, ce qui implique peut-être que les rois contemporains avaient besoin d'être encadrés. Hincmar est connu plus tard pour avoir vivement critiqué Charles Martel, l'un des plus illustres Carolingiens.

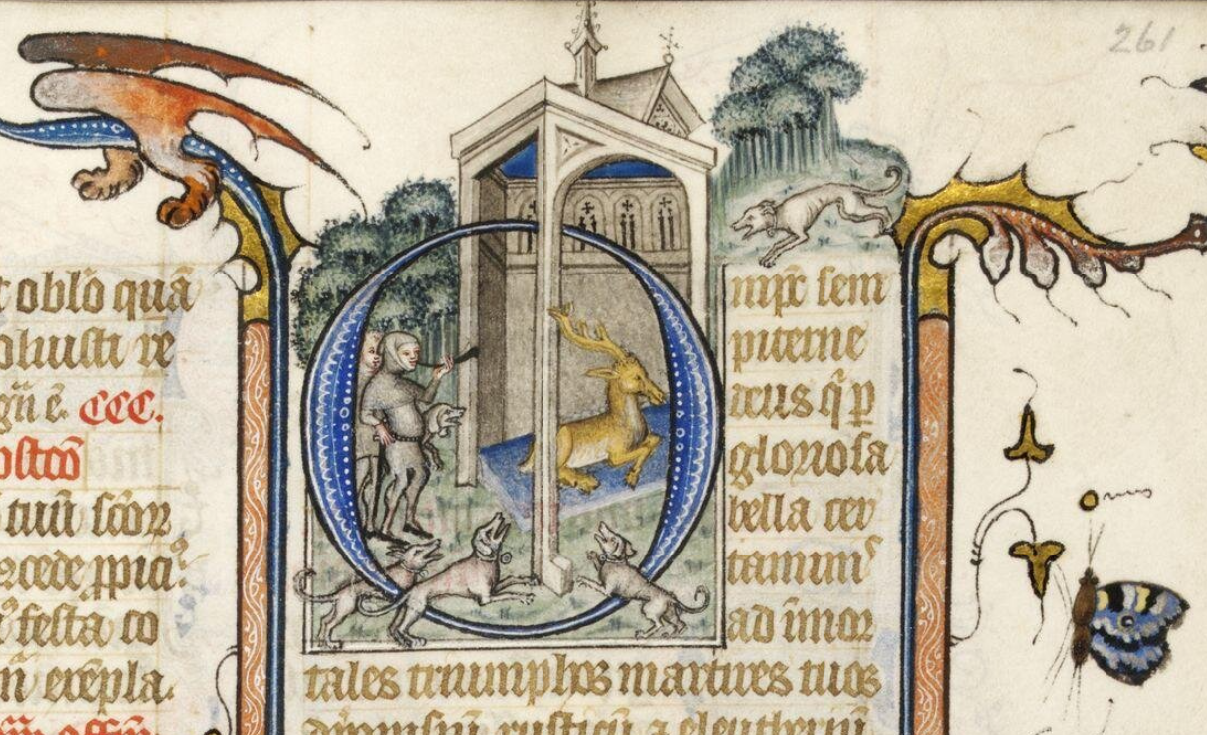
Le miracle du cerf, tiré d'un missel réalisé pour Saint-Denis vers 1350. L'histoire trouve son origine dans les Gesta.

Les Gesta attribuent plusieurs miracles à saint Denis pour expliquer la dévotion de Dagobert envers le saint et son sanctuaire. Un jour, alors que Dagobert n'était encore qu'un prince, il chassait un cerf lorsque l'animal se heurta à une châsse du saint. Lorsque les chasseurs qui accompagnaient Dagobert tentèrent de le poursuivre, ils se retrouvèrent incapables de bouger. Dagobert se rendit compte alors du pouvoir protecteur de saint Denis. Plus tard, après avoir irrité son père en insultant le duc Sadragésile d'Aquitaine, il s'enfuit vers un sanctuaire contenant les reliques de Denis et de ses compagnons. Là, il vit Denis en rêve et promit de construire un nouveau sanctuaire pour sa tombe.
L'auteur des Gesta précise de nombreux cadeaux que Dagobert a faits à Saint-Denis, certains avec une telle spécificité qu'il avait vraisemblablement sous les yeux de véritables chartes d'archives. Il s'agit notamment d'un hommage annuel d'une centaine de vaches du Mans. Dagobert a également rappelé Saint-Denis dans son testament, dont quatre exemplaires ont été réalisés pour Laon, Metz, le trésor royal et Saint-Denis. Sur son lit de mort, il fait signer à son fils Clovis II un document promettant de respecter les cadeaux de Dagobert à Saint-Denis. Il a été enterré à côté de l'autel de l'église abbatiale.
Les Gesta sont connues pour leur récit de la disparition de Dagobert. Au moment de la mort de Dagobert, l'évêque Ansoald de Poitiers (en) était en mission diplomatique lorsqu'il s'arrêta en Sicile pour rencontrer un célèbre ermite nommé Jean,. L'ermite l'informa que le jour même de la mort de Dagobert et alors qu'il priait pour l'âme du roi, il avait eu une vision du roi escorté par des démons de couleur noire dans un bateau vers l'un des volcans actifs des îles Éoliennes. Le roi appelle cependant les saints envers lesquels il a été généreux toute sa vie, Denis, Martin et Maurice, qui surgissent dans le tonnerre et les éclairs pour sauver Dagobert et l'emmènent avec eux dans le sein d'Abraham,,. L'histoire du sauvetage post-mortem de Dagobert est probablement inspiré du récit des Dialogues (en) de Grégoire le Grand, où un ermite de Lipari vit Théodoric le Grand jeté dans un volcan qui menait à l'Enfer.

## Postérité
Les Gesta sont l'une des sources utilisées par Primat de Saint-Denis pour son Roman des rois en ancien français (1274), première rédaction des Grandes Chroniques de France. C'était également une source importante pour la Vita et passio sancti Dyonisii, un récit de la vie, de la mort et des miracles de saint Denis écrit par le moine Yves au début du XIVe siècle.
Pour les historiens modernes, les Gesta sont « extrêmement peu fiables » en tant que source historique, mais ne sont pour autant pas inutiles,. C'est la première source à affirmer que le roi Clovis Ier a été oint d'huile sainte par l'évêque Rémi. C'est aussi la première source à nommer la mère de Dagobert. Clotaire II est connu pour avoir eu deux épouses, Haldetrude et plus tard Bertrude. Les Gesta sont la première œuvre indiquant que cette dernière était la mère de Dagobert. Parmi les affirmations des Gesta qui peuvent être attestées figurent en outre les récits de l'expédition punitive contre le duc Berthold de Saxe (en) et le divorce de Gomatrude de Dagobert pour cause d'infertilité.
Les Gesta diffèrent parfois de leur source principale, la Chronique de Frédégaire. Par exemple, elles rapportent qu'il n'y a eu aucun survivant du massacre des Bulgares par Dagobert, alors que la Chronique racontent que leur chef, Alciocus, et 700 survivants se sont réfugiés dans la Marche windique. Elles proposent également un récit légèrement différent de la révolte de Samo, en en faisant notamment un slave. Cette version est par la suite reprise par la Conversio Bagoariorum et Carantanorum.

## Éditions
- (de) Bruno Krusch, Gesta Dagoberti I regis Francorum, vol. Scriptores rerum Merovingicarum 2, Hanovre, 1888 (lire en ligne), p. 399–425